# Женская сборная Украины по хоккею на траве
Женская сборная Украины по хоккею на траве — женская сборная по хоккею на траве, представляющая Украину на международной арене. Управляющим органом сборной выступает Федерация хоккея на траве Украины (укр. Федерація хокею на травi України, англ. Ukrainian Hockey Federation).
Сборная занимает (по состоянию на 1 января 2015) 25-е место в рейтинге Международной федерации хоккея на траве (FIH).

## Результаты выступлений

### Чемпионат мира
- 2002 — 14-е место

### Чемпионат Европы
I дивизион
- 1984—1995 — не участвовали
- 1999 — 7-е место
- 2003 — 5-е место
- 2005 — 6-е место
- 2007 — 8-е место

II дивизион (Trophy)
- 2009 — 6-е место
- 2011 — 5-е место
- 2013 — 6-е место

### Мировая лига по хоккею на траве
- 2012/13 — 38—45-е место (выбыли в 1-м раунде)
- 2014/15 — ?? место (будут принимать участие во 2-м раунде в марте 2015)

### World Hockey Champions Challenge II
- 2009 — 4-е место